# Cheilosi
La cheilosi è un'affezione cutanea al labbro che si manifesta in assenza di processi infiammatori (elemento che la differenzia dalla cheilite) con secchezza, screpolatura e desquamazione e che tende a peggiorare con il freddo.
Si accompagna spesso alla formazione di ragadi agli angoli della bocca e tende a produrre in breve tempo processi infiammatori.
Può essere causata da avitaminosi e in particolare da carenza di vitamina B2.